# Петър Драгоев
Петър Драгоев е сред големите български преводачи от италиански език. Превел е произведенията на някои от най-значимите автори на италианската литература като Николо Макиавели, Алесандро Мандзони, Едмондо де Амичис, Корадо Алваро, Джузепе Томази ди Лампедуза, Алберто Моравия, Чезаре Павезе, Итало Калвино и др.

## Биография
Петър Драгоев Драгоев е роден през 1904 година в село Катунище, Сливенска област. Завършва търговска гимназия. Следва две години агрономство в Перуджа, Италия. Завършва дипломатическо-консулския отдел на Свободния университет за политически и стопански науки в София, (днес УНСС). От 1923 година превежда от френски, руски и главно от италиански език.
След 9 септември 1944 г. Петър Драгоев работи като редактор в кинематографията.
Публикува статии в литературни издания, както и собствени творби.
Дълги години поддържа близко приятелство с музиколога Константин Константинов.

## Собствени произведения
- „Николо Макиавели. Живот, личност, творчество“, 1932
- „Делото на един голям италиански критик (Ренато Сера)“, 1938
- „Смях и мъдрост. Мисли, парадокси и приумици от цял свят“, 1941
- „Моите разговори с Екатерина Каравелова“, 1996, 1997

## Преводи
- Вирджилио Броки, „Нети“, роман, 1929
- Вирджилио Броки, „Мити“, роман, 1930
- Николо Макиавели, „Князът“, 1932
- Рафаело Джованьоли, „Спартак“, исторически роман, 1932, 1945, 1949, 1961, 1968, 1977, 1982, 1997, 2004
- Карло Сфорца, „Безсмъртните мисли на Макиавели“, 1942
- Нино Салванески, „Дяволската цигулка“ (Животът на Паганини), роман, 1946
- Джино Келаци, „Петте гарибалдийчета“, роман, 1949
- Рената Вигано, „Другарката Анезе“ роман, 1952
- Антонио Грамши, „Писма от затвора“, 1956
- Едмондо де Амичис, „Сърце“ (Дневникът на един ученик), роман, 1957, 1965, 1969, 1972, 1978, 1992, 1996, 1998
- Карло Колоди, „Приключенията на Пинокио“ (Историята на една дървена кукла), роман, 1957, 1962, 1963, 1974, 1975, 1980, 1992, 1994, 1996, 1997, 1998, 2012
- Алесандро Мандзони, „Годениците“ (Миланска хроника от ХVII столетие), роман, 1957, 1977
- Джузепе Гарибалди, „Моите спомени“, 1958
- Маджорина Кастолди, „Басни от Жан дьо Лафонтен“, 1960, 1962, 1972, 1992, 1993, 1995, 1999
- Джузепе Томази ди Лампедуза, „Гепардът“, роман, 1961, 1969, 1977, 1979, 2007
- Франкс Солинас, „Скуарчо“, повест, 1961
- Джовани Джермането, „Спомени на един бръснар“, 1961
- Нино Палумбо, „Данъчният чиновник“, роман, 1962
- Васко Пратолини, „Семейна хроника“, роман, 1963
- Индро Монтанели, „Генерал Дела Ровере“ (Показания на едно дело), повест, 1963
- Либеро Биджарети, „Конгрес“, роман, 1967
- Карло Касола, „Момичето на Бубе“, роман, 1967
- Джузепе Марота, „Ученици на слънцето“, повест, 1967, 1979
- Леонардо Шаша, „Всекиму своето“, роман, 1968, 1980
- Марчело Вентури, „Зелените очи на Малвина“, разкази, 1969, 1972
- Виторио Джовани Роси, „Океанът“, повест, 1972, 1977
- Итало Калвино, „Италианска история“, повест, 1973
- Чезаре Павезе, „Плажът“, повест, 1973
- Джузепе Марота, „Ученици на времето“, роман, 1974
- Алберто Моравия, „Римски разкази“, 1975, 2009
- Алберто Моравия, „Нови римски разкази“, 1977
- Корадо Алваро, „Сватбено пътешествие до Неапол“, разкази, 1979
- Джузепе Гарибалди, „Мемоари“, 1982
- Итало Калвино, „Приключението на един поет“, разкази, 1984

## Отличия
- 1976 година – орден „Св. св. Кирил и Методий“ I степен.
- 1977 година – награда на Съюза на преводачите в България за превода на „Нови римски разкази“ от Алберто Моравия.